# Monte Augusta
Il monte Augusta è vetta della catena dei monte Sant'Elia, posta al confine tra lo Stato americano dell'Alaska e il territorio canadese dello Yukon.
Si trova circa 25 km a est del monte Saint Elias e 25 km a sud del monte Logan. Costituisce l'estremità orientale del lungo crinale del Saint Elias, che è il centro e il punto più alto.
Ha un'altezza di 4.289 metri sul livello del mare.
La prima salita del monte Augusta avvenne nel 1952 ad opera di Peter Schoening, Victor Josendal, Bill Niendorf, Richard E. McGowen, Bob Yeasting, Gibson Reynolds, Tom Morris, Verl Rogers.